# ×Carduocirsium
× Carduocirsium là một chi thực vật có hoa trong họ Cúc (Asteraceae).

## Loài
Chi × Carduocirsium gồm các loài: